# SN 2005km
SN 2005km – supernowa typu Ia odkryta 22 listopada 2005 roku w galaktyce UGC 6356. W momencie odkrycia miała maksymalną jasność 17,50m.